# 坦干伊喀湖電鯰
坦干伊喀湖電鯰，為輻鰭魚綱鯰形目電鯰科的其中一種，分布於非洲坦干伊喀湖流域，體長可達49.5公分，生活在底中層水域，屬肉食性，具有發電器官，生活習性不明。

## 擴展閱讀
維基物種上的相關：坦干伊喀湖電鯰